# シケイダ (競走馬)
シケイダ (Cicada) は、アメリカ合衆国の競走馬。20世紀のアメリカ名馬100選では第62位に選ばれている。

## 戦績
シケイダのデビューは早く、1961年2月23日の未勝利戦だった。ここを難なく勝ち上がったシケイダは以後も順調にレースに出走し、メイトロンステークス、フリゼットステークスなどを制すると、2歳最終戦となったガーデニアステークスでは、他馬が不良馬場で伸びあぐむのを尻目に、10馬身差で圧勝し、2歳シーズンを締めくくった。
3歳になったシケイダは3月のフロリダダービーで牡馬に挑戦するが、僅かにハナ差敗れる。再び牝馬路線に戻りケンタッキーオークスを快勝。コーチングクラブアメリカンオークスこそ2着に敗れ牝馬三冠を逃すが、エイコーンステークス、マザーグースステークスは快勝し、同世代の牝馬の頂点に立った。8月にはトラヴァーズステークスで再び牡馬に挑戦するが、ジェイプールの7着に敗れる。これが生涯唯一掲示板を外したレースであった。続くベルデイムステークスは古馬相手にレコードで勝利し、牝馬最強を決定付けた。翌年も現役をシケイダは4勝を積み重ね、3年連続最優秀牝馬の栄誉を手にした。

## 繁殖成績
- Cicada's Pride （ジュヴェナイルステークス）

## エピソード
- シケイダは大変小柄な馬であったため、長い間競走馬として活躍できたと言われる。反面、写真判定になった際、内のシケイダの位置の確認が困難で判定負けになったこともある。

## 血統表
| シケイダの血統（ブランドフォード系 / Robert le Diable 5x5=6.25%） | シケイダの血統（ブランドフォード系 / Robert le Diable 5x5=6.25%） | シケイダの血統（ブランドフォード系 / Robert le Diable 5x5=6.25%） | （血統表の出典）        | （血統表の出典） |
| 父 Bryan G 1947 栗毛 アメリカ                                     | 父の父Blenheim 1927 青鹿毛 イギリス                               | Blandford                                                         | Swynford                | Swynford         |
| 父 Bryan G 1947 栗毛 アメリカ                                     | 父の父Blenheim 1927 青鹿毛 イギリス                               | Blandford                                                         | Blanche                 |                  |
| 父 Bryan G 1947 栗毛 アメリカ                                     | 父の父Blenheim 1927 青鹿毛 イギリス                               | Malva                                                             | Charles Omalley         | Charles Omalley  |
| 父 Bryan G 1947 栗毛 アメリカ                                     | 父の父Blenheim 1927 青鹿毛 イギリス                               | Malva                                                             | Wild Arum               |                  |
| 父 Bryan G 1947 栗毛 アメリカ                                     | 父の母Anthemion 1940 栗毛 アメリカ                                | Pompey                                                            | Sun Briar               | Sun Briar        |
| 父 Bryan G 1947 栗毛 アメリカ                                     | 父の母Anthemion 1940 栗毛 アメリカ                                | Pompey                                                            | Cleopatra               |                  |
| 父 Bryan G 1947 栗毛 アメリカ                                     | 父の母Anthemion 1940 栗毛 アメリカ                                | Sicklefeather                                                     | Sickle                  | Sickle           |
| 父 Bryan G 1947 栗毛 アメリカ                                     | 父の母Anthemion 1940 栗毛 アメリカ                                | Sicklefeather                                                     | Fairness                |                  |
| 母 Satsuma 1949 鹿毛 アメリカ                                     | 母の父Bossuet 1940 黒鹿毛 アメリカ                                | Boswell                                                           | Bosworth                | Bosworth         |
| 母 Satsuma 1949 鹿毛 アメリカ                                     | 母の父Bossuet 1940 黒鹿毛 アメリカ                                | Boswell                                                           | Flying Gal              |                  |
| 母 Satsuma 1949 鹿毛 アメリカ                                     | 母の父Bossuet 1940 黒鹿毛 アメリカ                                | Vibration                                                         | Sir Cosmo               | Sir Cosmo        |
| 母 Satsuma 1949 鹿毛 アメリカ                                     | 母の父Bossuet 1940 黒鹿毛 アメリカ                                | Vibration                                                         | Ciliata                 |                  |
| 母 Satsuma 1949 鹿毛 アメリカ                                     | 母の母Hildene 1938 鹿毛 アメリカ                                  | Bubbling Over                                                     | North Star              | North Star       |
| 母 Satsuma 1949 鹿毛 アメリカ                                     | 母の母Hildene 1938 鹿毛 アメリカ                                  | Bubbling Over                                                     | Beaming Beauty          |                  |
| 母 Satsuma 1949 鹿毛 アメリカ                                     | 母の母Hildene 1938 鹿毛 アメリカ                                  | Fancy Racket                                                      | Wrack                   | Wrack            |
| 母 Satsuma 1949 鹿毛 アメリカ                                     | 母の母Hildene 1938 鹿毛 アメリカ                                  | Fancy Racket                                                      | Ultimate Fancy F-No.9-b |                  |